# Schota Lomidse
Schota Grigorjewitsch Lomidse (georgisch შოთა ლომიძე; * 20. Januar 1936 in Sakulia, Imereti, Georgien; † 23. Oktober 1993 ebenda) war ein sowjetischer Ringer georgischer Herkunft. Er gewann bei den Olympischen Sommerspielen 1968 eine Silbermedaille im Halbschwergewicht und wurde außerdem mehrmals Weltmeister und Europameister im Freistil.

## Werdegang
Schota Lomidse kam als Jugendlicher in Georgien zum Ringen. Er konzentrierte sich dabei auf den Freistil und gehörte dem Sportclub Dynamo Tiflis an. Bei einer Größe von 1,80 Metern wog er als Erwachsener ca. 90 kg, steigerte sein Gewicht im Laufe seiner Karriere aber noch auf über 100 kg. Er war ein untersetzter und ungemein kraftvoller Ringer.
Erstmals auf sich aufmerksam machte er bei der sowjetischen Meisterschaft im Freistilringen 1959, wo er im Halbschwergewicht hinter Boris Kulajew und Boris Gurewitsch auf den 3. Platz kam. 1960 erreichte er bei der gleichen Meisterschaft hinter Boris Kulajew, Boris Gurewitsch und Anatoli Albul den 4. Platz. Für einen Start bei den internationalen Meisterschaften konnte er sich in den Jahren bis 1963 nicht qualifizieren. 1964 wurde er dann sowjetischer Meister im Mittelgewicht. Außerdem gewann er 1964 in Tiflis ein stark besetztes internationales Turnier im Mittelgewicht vor Gobedischwili, UdSSR, Prodan Gardschew, Bulgarien und Boris Gurewitsch.
1964 wurde er vom sowjetischen Ringerverband bei den Olympischen Spielen in Mexiko-Stadt im Mittelgewicht eingesetzt. Er rang dort gegen Prodan Gardschew unentschieden, besiegte dann Rudolf Kobelt aus der Schweiz und verlor gegen Hassan Güngör aus der Türkei. Damit kam er nur auf den für ihn enttäuschenden 9. Platz.
1965 wurde Schota Lomidse wieder sowjetischer Meister im Halbschwergewicht. Bei der Weltmeisterschaft dieses Jahres in Manchester wurde er aber mit Mittelgewicht eingesetzt. Er rang in Manchester gegen Wayne Baugham aus den Vereinigten Staaten unentschieden und siegte dann über Sajan Singh, Indien, Francisc Bola, Rumänien und Géza Hollósi aus Ungarn. In seinem fünften Kampf rang er gegen Prodjan Gardjew unentschieden. Er hatte damit 6 Fehlpunkte erreicht und schied aus. Da nach der 5. Runde noch drei Ringer weniger als 6 Fehlpunkte hatten, landete er auf dem 4. Platz.
1966 wurde Schota Lomidse wieder sowjetischer Meister im Halbschwergewicht. Er wurde in diesem Jahr bei den erstmals seit 1949 wieder stattfindenden Europameisterschaften, die im freien Stil in Karlsruhe stattfanden, eingesetzt. In Karlsruhe besiegte er Peter Jutzeler aus der Schweiz, Marcel Levasseur aus Frankreich, Wassil Todorow aus Bulgarien, József Csatari, Ungarn und Ahmet Ayik aus der Türkei. Damit wurde er in überlegenem Stil Europameister. Bei der Weltmeisterschaft dieses Jahres kam er trotzdem nicht zum Einsatz, da in der Sowjetunion Alexander Medwed, der vorher immer im Schwergewicht gestartet war, von 1962 bis 1996 bei internationalen Meisterschaften im Halbschwergewicht startete. Dieser war für Schota Lomidse ein nicht zu besiegender Konkurrent.
Schota Lomidse wurde 1967 noch einmal sowjetischer Meister im Halbschwergewicht und kam in diesem Jahr sowohl bei der Europameisterschaft in Istanbul als auch bei der Weltmeisterschaft in New Delhi zum Einsatz. Bei beiden Meisterschaften belegte er den 2. Platz. In Istanbul besiegte er József Csatari, Gerd Bachmann, DDR, verlor dann gegen Ahmet Ayik und besiegte Hjusni Hjusniew aus Bulgarien. in New Delhi besiegte er Ryszard Dlugosz, Polen, verlor dann wieder gegen Ahmet Ayik, besiegte József Csatari und Peter Jutzeler und rang gegen Said Mustafow, Bulgarien, unentschieden.
1968 nahm Schota Lomidse in Mexiko-Stadt im Halbschwergewicht zum zweiten Mal an Olympischen Spielen teil. Alexander Medwed startete dort im Schwergewicht. Schota Lomidse besiegte in Mexiko-Stadt Heinz Kiehl aus Deutschland, Jozsef Csatari und Rudolf Kobelt aus der Schweiz. Danach rang er sowohl gegen Said Mustafow als auch gegen Ahmet Ayik unentschieden. Obwohl er in diesem Turnier also ungeschlagen blieb, gewann er hinter Ahmet Ayik doch nur die Silbermedaille, weil dieser in der Endabrechnung mit 6 Fehlpunkten um einen Fehlpunkte besser war als er.
Ab 1969 wurde vom internationalen Ringerverband FILA wieder einmal die Gewichtsklasseneinteilung geändert. Es gab nunmehr auch ein Super-Schwergewicht ab 100 kg Körpergewicht. Schota Lomidse startete bei der Europameisterschaft dieses Jahres in Sofia in dieser Gewichtsklasse und gewann mit Siegen über Wieslaw Bochenski, Polen, Andrej Burik, Tschechoslowakei, Omar Topuz, Türkei und Osman Duraliew, Bulgarien, den Europameistertitel. Bei der Weltmeisterschaft 1969 in Mar del Plata startete er eine Gewichtsklasse tiefer, also im Schwergewicht. Mit Siegen über Wassil Todorow, Bulgarien, Hologin Baianmunkh, Mongolei, Peter Jutzeler und Larry Kristoff aus den Vereinigten Staaten gewann er dabei seinen ersten Weltmeistertitel.
In der Gewichtsklasse bis 100 kg (Schwergewicht) war Schota Lomidse inzwischen in der Sowjetunion mit Iwan Jarygin ein neuer, ungemein starker Konkurrent erwachsen. Trotzdem kam er bei der Weltmeisterschaft 1971 in Sofia noch einmal in dieser Gewichtsklasse zum Einsatz. Er rechtfertigte dort seinen Einsatz und wurde mit Siegen über Enache Panait, Rumänien, Khalid, Irak, Alfons Hecher, Deutschland und József Csatari und einem Unentschieden gegen Hollogin Baianmunkh noch einmal Weltmeister.
Für die Olympischen Spiele 1972 in München konnte sich Schota Lomidse nicht mehr qualifizieren. Dort kamen in den beiden schwersten Gewichtsklasse Iwan Jarygin und Alexander Medwed für die Sowjetunion zum Einsatz, die beide auch Olympiasieger wurden.

## Internationale Erfolge
| Jahr | Platz  | Wettbewerb                        | Gewichtsklasse | Ergebnis |
| 1964 | 1.     | Internationales Turnier in Tiflis | Mittel         | vor Gobedischwili, UdSSR, Prodan Gardschew, Bulgarien und Boris Gurewitsch, UdSSR |
| 1964 | 9.     | OS in Tokio                       | Mittel         | nach einem Unentschieden gegen Prodan Gardschew, einem Sieg über Rudolf Kobelt, Schweiz und einer Niederlage gegen Hassan Güngör, Türkei                                             |
| 1965 | 4.     | WM in Manchester                  | Mittel         | nach einem Unentschieden gegen Wayne Baugham, USA, Siegen über Sajan Singh, Indien, Francisc Bola, Türkei und Géza Hollósi, Ungarn und einem Unentschieden gege3n Prodan Gardschew   |
| 1966 | 1.     | EM in Karlsruhe                   | Halbschwer     | nach Siegen über Peter Jutzeler, Schweiz, Marcel Levasseur, Frankreich, Wassil Todorow, Bulgarien und Ahmet Ayik, Türkei                                                             |
| 1967 | 2.     | EM in Istanbul                    | Halbschwer     | nach Siegen über József Csatari, Ungarn und Gerd Bachmann, DDR, einer Niederlage gegen Ahmet Ayik und einem Sieg über Hjusni Hjusniew, Bulgarien                                     |
| 1967 | 2.     | WM in New Delhi                   | Halbschwer     | nach einem Sieg über Ryszard Dlugosz, Polen, einer Niederlage gegen Ahmet Ayik, Siegen über Jozsef Csatari und Peter Jutzeler und einem Unentschieden gegen Said Mustafow, Bulgarien |
| 1968 | Silber | OS in Mexiko-Stadt                | Halbschwer     | nach Siegen über Heinz Kiehl, Deutschland, József Csatari und Moslem Eskandar Filabi, Iran und Unentschieden gegen Said Mustafow und Ahmet Ayik                                      |
| 1969 | 1.     | EM in Sofia                       | Superschwer    | nach Siegen über Wieslaw Bochenski, Polen, Andrej Burik, CSSR, Omar Topuz, Türkei und Osman Duraliew, Bulgarien                                                                      |
| 1969 | 1.     | WM in Mar del Plata               | Schwer         | nach einem unentschieden gegen Wassil Todorow, Bulgarien und Siegen über Hollogin Baianmunkh, Mongolei, Peter Jutzeler und Larry Kristoff, USA                                       |
| 1971 | 1.     | WM in Sofia                       | Schwer         | nach Siegen über Enache Panait, Rumänien, Khalid, Irak, Alfons Hecher, Deutschland und József Csatari und einem Unentschieden gegen Hollogin Baianmunkh                              |

## Sowjetische Meisterschaften
| Jahr | Platz | Gewichtsklasse | Ergebnisse                                               |
| 1959 | 3.    | Mittel         | hinter Boris Kulajew und Boris Gurewitsch                |
| 1960 | 4.    | Mittel         | hinter Boris Kulajew, Boris Gurewitsch und Anatoli Albul |
| 1964 | 1.    | Mittel         |                                                          |
| 1965 | 1.    | Halbschwer     |                                                          |
| 1966 | 1.    | Halbschwer     |                                                          |
| 1967 | 1.    | Halbschwer     |                                                          |

Erläuterungen
- alle Wettkämpfe im freien Stil
- OS = Olympische Spiele, WM = Weltmeisterschaft, EM = Europameisterschaft
- Mittelgewicht bis 1961 bis 79 kg, von 1962 bis 1968 bis 87 kg; Halbschwergewicht bis 1961 bis 87 kg, von 1962 bis 1968 bis 97 kg, Schwergewicht, seit 1969 bis 100 kg, Super-Schwergewicht seit 1969 über 100 kg Körpergewicht